# Daniel Stenderup
Daniel Stenderup (Brøndby, 31 maggio 1989) è un calciatore danese, difensore dell'Hvidovre.

## Caratteristiche tecniche
È un buon difensore centrale, possente grazie alla sua stazza, ed è in possesso anche di un buon colpo di testa.

## Carriera

### Club
Ha esordito nel 2010 con il Brøndby.

### Nazionale
Milita dal 2011 nell'Under-21.